# 近畿測量専門学校
近畿測量専門学校（きんきそくりょうせんもんがっこう）とは、大阪市東住吉区にある専修学校。学校法人創真総合技術学園が運営し、関連校の日本写真映像専門学校と同一敷地内に立地している。

## 沿革
- 1970年 - 日本写真専門学校（現・日本写真映像専門学校）に測量学科を併設。
- 1976年 - 近畿測量専門学校として独立。
- 1978年 - 専修学校となる。
- 1980年 - 現在地に移転。
- 2007年 - 日本写真映像専門学校が同校敷地内に移転。

## 学科
- 測量専門学科
- 情報測量学科

## 交通
- 近鉄南大阪線 矢田駅 西へ約700m。
- 阪和線・Osaka Metro御堂筋線 長居駅 南西へ約1.5km。